# Franciszek Stefan Sapieha
Pour les articles homonymes, voir Sapieha.
Ne doit pas être confondu avec Jan Kazimierz Sapieha.
Franciszek Stefan Sapieha (né vers 1643 – mort le 25 juin 1686 à Lublin), membre de la noble famille Sapieha, grand écuyer de Lituanie, maréchal du Sejm de la République,

## Biographie
Franciszek Stefan Sapieha est le fils de Paweł Jan Sapieha et de Anny Barbary Kopeć.

## Mariage et descendance
Franciszek Stefan Sapieha épouse à Anna Krystyna Lubomirska qui lui donne pour enfants :
- Józef Franciszek Sapieha (1670–1744), trésorier de Lituanie,
- Jan Kazimierz Sapieha (mort en 1730), grand hetman de Lituanie,
- Barbara Sapieha (1673–1702)
- Jerzy Felicjan Sapieha (1680–1750),
- Franciszka Izabella Sapieha (morte en 1760), épouse de Jakub Fredryk Flemming
- Katarzyna Sapieha (1680–1693)
- Zofia Sapieha

## Sources
- Notices d'autorité :   - VIAF
  - Pologne
  - NUKAT

- (pl) Cet article est partiellement ou en totalité issu de l’article de Wikipédia en polonais intitulé « Franciszek Stefan Sapieha » (voir la liste des auteurs).